# 栗本廉
栗本 廉（くりもと れん、1854年 - 1892年）は、明治時代の鉱山技師。

## 生涯
1854年（安政元年）3月15日越後村上藩城主内藤紀伊守に仕える瀬谷尚治の第2子として大坂城代の官邸で生まれ幕臣栗本信濃政徳の養子となる。君諱は、政廉、幼名は長之助、後に今の名に改める。もともと栗本家は、幕府髹工（蒔絵師）棟梁の家であったが、廉は家業を好まず、慶応4年(1868年）官軍が江戸に入り、これに憤慨して彰義隊に入るが病のため果たさず。同年11月に慶喜公に属従して静岡に移り住む。その後、兄尚古から何回も家業を継ぐよう説得されたが、「一つの学事を持って国用の万一に当たるのが、今日の男子の生き方」と兄尚古の説得に屈しなかった。
1873年(明治6年）工学寮に入る。1879年(明治12年）工部大学校第1回卒業生として、辰野金吾ら11名とイギリスに留学する。イギリスでは、王立鉱山学校で鉱山学を2年学び、1882年(明治15年）にドイツフライベルク鉱山学校で地質学を学び、翌年帰国する。帰国後、工部省鉱山課に勤務し宮城県雄勝浜、長崎佐賀、福岡熊本炭田の実測、1885年（明治18年）工部権少技長に、1886年（明治19年）農商務４等技師に、その後神岡鉱山、生野鉱山の開発に携わり、御料局技師となる。1892年(明治25年）に正6位に叙される。この年病に倒れ38歳で死去。工部大学校卒業生の友人として、石橋絢彦、小花冬吉、辰野金吾など工部大学校の関係ではないが同期として団琢磨などがいる。